# Lipsothrix decurvata
Lipsothrix decurvata is een tweevleugelige uit de familie steltmuggen (Limoniidae). De soort komt voor in het Oriëntaals gebied.